# Granadillal
Granadillal är en ort i Mexiko.   Den ligger i kommunen Amatenango de la Frontera och delstaten Chiapas, i den sydöstra delen av landet, 900 km sydost om huvudstaden Mexico City. Granadillal ligger 753 meter över havet och antalet invånare är 208.
Terrängen runt Granadillal är kuperad åt nordost, men åt sydväst är den bergig. Runt Granadillal är det ganska tätbefolkat, med 100 invånare per kvadratkilometer. Närmaste större samhälle är Frontera Comalapa, 4,6 km norr om Granadillal. I omgivningarna runt Granadillal växer i huvudsak städsegrön lövskog.